# Take You There
«Take You There» es el tercer sencillo de Sean Kingston de su álbum debut homónimo. Fue producido por J.R. Rotem. La canción fue coescrita por Jonathan "JR" Rotem, Kingston, Evan "Kidd" Bogart, Rock City y Bluebaum Eric. La canción es acerca de Kingston toma a su novia en una cita a las Indias Occidentales, en particular, su país natal, Jamaica.
El 17 de noviembre de 2007, el sencillo debutó en el Billboard Hot 100 en el número 81 y alcanzó el número 7.

## Video musical
El video (dirigido por Gil Green) fue filmado en Miami, y cuenta con cameos de Rick Ross, .R. Rotem, DJ Khaled y Gunplay. La novia de Kingston es interpretada por la modelo Kirby Griffin. En la versión del video musical, "sip piña coladas" es censurada debido a la referencia al alcohol, mientras que se deja intacta en las estaciones de radio.

## Posicionamiento en listas
| Listas (2007-2008)                     | Mejor posición |
| -------------------------------------- | -------------- |
| Australia (ARIA)                       | 34             |
| Canadá (Canadian Hot 100)              | 7              |
| Eslovaquia (Rádio Top 100)             | 11             |
| Estados Unidos (Billboard Hot 100)     | 7              |
| Estados Unidos (Mainstream Top 40)     | 5              |
| Estados Unidos (Hot R&B/Hip-Hop Songs) | 52             |
| Francia (SNEP)                         | 30             |
| Hungría (Rádiós Top 40)                | 27             |
| Irlanda (IRMA)                         | 27             |
| Nueva Zelanda (Recorded Music NZ)      | 6              |
| Reino Unido (UK Singles Chart)         | 47             |
| República Checa (Rádio Top 100)        | 39             |
| Suiza (Schweizer Hitparade)            | 93             |

## Remezclas y versiones
The Kidz Bop Kids hizo una versión de la canción para el álbum Kidz Bop 14 y cuenta con Sean Kingston como invitado especial. Es la remezcla oficial de "Take You There". Hay un video musical de la versión Kidz Bop de la canción.